# Connectors

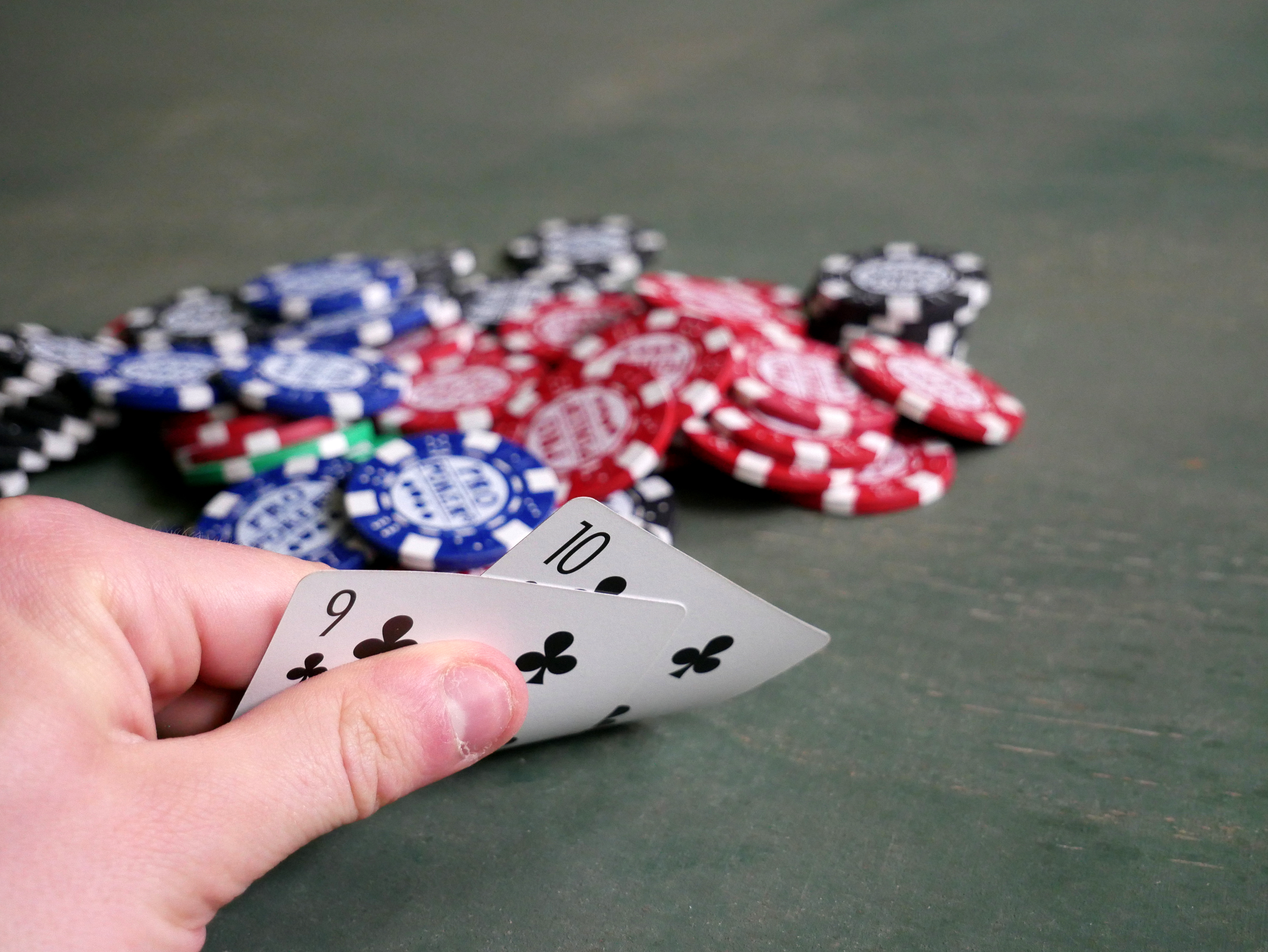
sind Suited Connectors

Beim Kartenspiel Poker bedeutet der Ausdruck Connectors, dass die Hole Cards eines Spielers im Wert unmittelbar nebeneinander liegen. Der Vorteil von Connectors ist, dass eine erhöhte Chance zur Straight besteht. Auch Karten, die in ihrem Wert nicht weiter als drei Karten auseinanderliegen, können zur gefloppten Straight werden. Diese Karten heißen dann One-Gap-Connector bzw. Two-Gap-Connector usw. (gap: englisch für Lücke, da zwischen den Karten eine Lücke von einer bzw. zwei Karten besteht).
Beispiel: 4♠ 5♦ oder 4♠ 8♣ können mit den passenden Gemeinschaftskarten eventuell die Straight 4-5-6-7-8 bilden.
Haben Connectors dieselbe Farbe, spricht man von Suited Connectors.
Beispiel: Mit J♥ Q♥ ist die Chance, einen Straight Flush zu bekommen, wesentlich höher.